# Karel Slabbaert

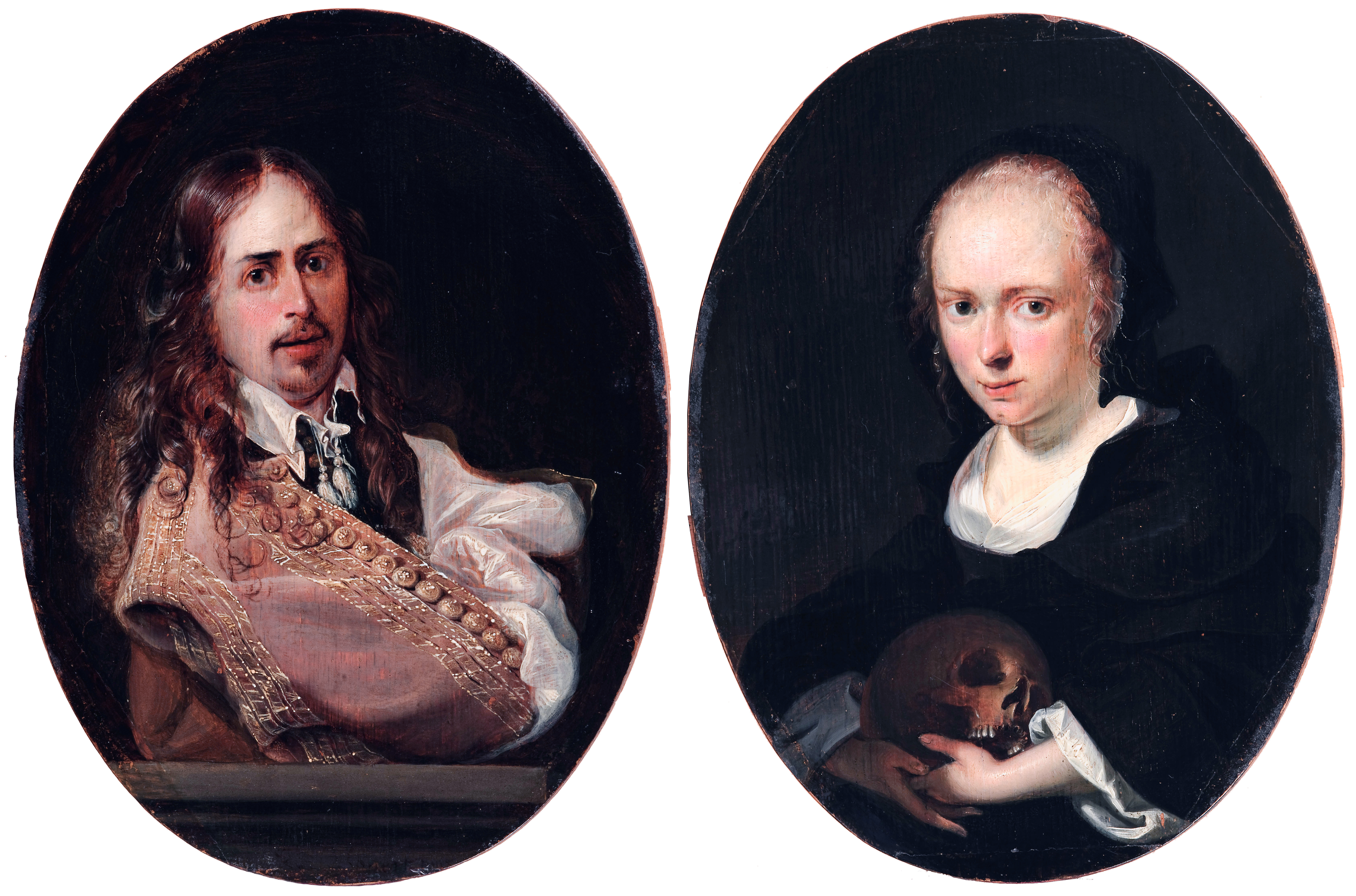
Karel Slabbaert en zijn vrouw Cornelia Bouwers (ca. 1650)

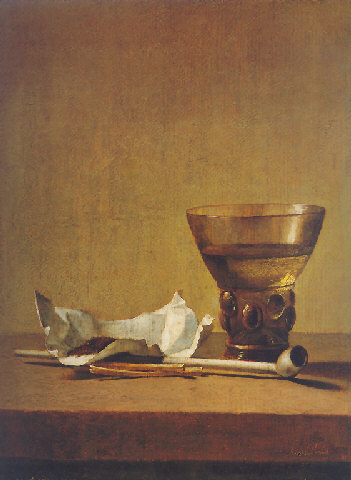
Stilleven met roemer en rookgerei, 1641

Karel Slabbaert (Zierikzee, ca. 1618 - Middelburg, 1654) was een Nederlands kunstschilder en tekenaar uit de periode van de Gouden Eeuw. 
Slabbaert vervaardigde genrestukken, portretten en stillevens. Het hiernaast afgebeelde schilderij is een voorbeeld van een zogeheten 'toebackje', een stilleven met een roemer wijn en rookartikelen.
Over het leven van Slabbaert is weinig bekend. Hij verbleef korte tijd in Leiden en trad in 1645 in Amsterdam in het huwelijk. Het paar vestigde zich vervolgens in Middelburg. In hetzelfde jaar trad hij toe tot het plaatselijke Sint-Lucasgilde, waarvan hij 1653 deken werd. Hij was de leermeester van de eveneens Middelburgse schilders Abraham Borm en Eeuwout van Schagen.
Karel Slabbaert werd op 6 november 1654 in zijn woonplaats begraven.